# WTA Canberra
Das WTA Canberra (offiziell: Richard Luton Properties Canberra International), nach dem Hauptsponsor auch als Richard Luton Properties Canberra International bezeichnet, war ein WTA-Tennisturnier der Kategorie IV, das in der australischen Hauptstadt Canberra jeweils in der Woche vor den Australian Open stattfand.
Ausgetragen wurde das Damenturnier (Einzel und Doppel) im National Sports Club im Stadtteil Lyneham auf Hartplätzen. Die Siegerin im Einzel (2016) erhielt 22.900 US-Dollar Preisgeld und 95 Punkte für die Weltrangliste.
Die offiziellen Bezeichnungen der durchgeführten Turniere waren:
- 2001: Canberra International
- 2002–2003: Canberra Women’s Classic
- 2004–2006: Richard Luton Properties Canberra International

## Siegerliste

### Einzel
| Jahr                    | Siegerin                | Finalgegnerin       | Ergebnis       |
| ----------------------- | ----------------------- | ------------------- | -------------- |
| ↓ Kategorie: Tier III ↓ |                         |                     |                |
| 2001                    | Justine Henin           | Sandrine Testud     | 6:2, 6:2       |
| ↓ Kategorie: Tier V ↓   |                         |                     |                |
| 2002                    | Anna Smaschnowa         | Tamarine Tanasugarn | 7:5, 7:62      |
| 2003                    | Meghann Shaughnessy     | Francesca Schiavone | 6:1, 6:1       |
| 2004                    | Paola Suárez            | Silvia Farina Elia  | 3:6, 6:4, 7:65 |
| 2005                    | Ana Ivanović            | Melinda Czink       | 7:5, 6:1       |
| ↓ Kategorie: Tier IV ↓  |                         |                     |                |
| 2006                    | Anabel Medina Garrigues | Cho Yoon-jeong      | 6:4, 0:6, 6:4  |

### Doppel
| Jahr                    | Siegerinnen                        | Finalgegnerinnen                        | Ergebnis      |
| ----------------------- | ---------------------------------- | --------------------------------------- | ------------- |
| ↓ Kategorie: Tier III ↓ |                                    |                                         |               |
| 2001                    | Nicole Arendt Ai Sugiyama          | Nannie de Villiers Annabel Ellwood      | 6:4, 7:62     |
| ↓ Kategorie: Tier V ↓   |                                    |                                         |               |
| 2002                    | Nannie de Villiers Irina Seljutina | Samantha Reeves Adriana Serra Zanetti   | 6:2, 6:3      |
| 2003                    | Tathiana Garbin Émilie Loit        | Dája Bedáňová Dinara Safina             | 6:3, 3:6, 6:4 |
| 2004                    | Jelena Kostanić Claudine Schaul    | Caroline Dhenin Lisa McShea             | 6:4, 7:63     |
| 2005                    | Tathiana Garbin Tina Križan        | Gabriela Navrátilová Michaela Paštiková | 7:5, 1:6, 6:4 |
| ↓ Kategorie: Tier IV ↓  |                                    |                                         |               |
| 2006                    | Marta Domachowska Roberta Vinci    | Claire Curran Līga Dekmeijere           | 7:65, 6:3     |